# Kala-Siguida
Kala-Siguida is een gemeente (commune) in de regio Ségou in Mali. De gemeente telt 21.300 inwoners (2009).